# Springfield (Massachusetts)
Springfield város az USA Massachusetts államában, Hampden megyében, melynek megyeszékhelye is. Lakosainak száma 155 929 fő (2020. április 1.).

## Népesség
A település népességének változása:
| Lakosok száma | 160 000 | 150 000 | 153 060 | 155 929 |
|               | 1974    | 1984    | 2010    | 2020    |